# Radu Jude
Radu Jude, né le 7 avril 1977 à Bucarest en Roumanie, est un réalisateur et scénariste roumain.

## Biographie
Encore étudiant, il travaille comme assistant réalisateur sur le film Amen., réalisé par Costa-Gavras en 2002. Il obtient un diplôme en réalisation de la faculté des médias de l'université de Bucarest en 2003.
Après avoir réalisé une série télévisée, il signe quelques courts-métrages, dont The Tube with a Hat (Lampa cu caciulă) en 2006, qui remporte de nombreux prix internationaux. En 2009 sort son premier long-métrage, La Fille la plus heureuse du monde (Cea mai fericită fată din lume), qui décroche le prix de la Confédération internationale des cinémas d'art et d'essai à la Berlinale.
Aferim!, sorti en 2015 et sélectionné en compétition officielle au 65e festival international du film de Berlin, obtient l'Ours d'argent du meilleur réalisateur.
En 2018, le film Peu m'importe si l'Histoire nous considère comme des barbares (Îmi este indiferent daca în istorie vom intra ca barbari ) qui, par le truchement d'une mise en scène théâtrale, s'interroge sur le sujet sensible en Roumanie des massacres d'Odessa de 1941, est couronné par le Globe de cristal du Festival de Karlovy Vary.
En 2021, Bad Luck Banging or Loony Porn (Babardeală cu bucluc sau porno balamuc) est lauréat de l'Ours d'or à la Berlinale. Le film figure dans la liste des meilleurs films 2021 du New York Times.
Son court-métrage The Potemkinists (Potemkiniștii) est présenté en première mondiale lors de la 75e édition du festival de Cannes en 2022. Le film est sélectionné par la Quinzaine des réalisateurs.
Une étude monographique en anglais est publiée en 2023, par Andrei Gorzo et Veronica Lazăr, Beyond the New Romanian Cinema: Romanian Culture, History, and the Films of Radu Jude.

## Filmographie

### Réalisateur
- 2002 : În familie
- 2004 : O zi lungă
- 2006 : Alexandra (ro)
- 2006 : La Lampe au chapeau (ro) (Lampa cu caciulă)
- 2007 : Dimineața
- 2009 : La Fille la plus heureuse du monde (Cea mai fericită fată din lume)
- 2012 : Papa vient dimanche (Toată lumea din familia noastră)
- 2014 : Trece și prin perete
- 2015 : Aferim!
- 2016 : Cœurs cicatrisés (Inimi cicatrizate)
- 2017 : Ţara moartă
- 2018 : Peu m'importe si l'histoire nous considère comme des barbares (Îmi este indiferent daca în istorie vom intra ca barbari)
- 2020 : Uppercase Print (Tipografic Majuscul)
- 2021 : Bad Luck Banging or Loony Porn (Babardeală cu bucluc sau porno balamuc)
- 2022 : Potemkiniștii
- 2023 : N'attendez pas trop de la fin du monde (Nu aștepta prea mult de la sfârșitul lumii)
- 2024 : Eight Postcards From Utopia
- 2024 : Sleep #2

Prochainement
- Dracula Park[7]

### Scénariste
- 2012 : Papa vient dimanche (Toată lumea din familia noastră) (co-scénariste)
- 2015 : Aferim!
- 2018 : Peu m'importe si l'histoire nous considère comme des barbares (Îmi este indiferent daca în istorie vom intra ca barbari)
- 2022 : Potemkiniștii
- 2023 : N'attendez pas trop de la fin du monde (Nu aștepta prea mult de la sfârșitul lumii)

### Assistant réalisateur
- 2002 : Amen. de Costa-Gavras
- 2002 : Furia de Radu Muntean
- 2005 : La Mort de Dante Lazarescu (Moartea domnului Lăzărescu) de Cristi Puiu

## Distinctions

### Récompenses
- Berlinale 2015 : Ours d'argent du meilleur réalisateur pour Aferim![8]
- Festival international du film de Karlovy Vary 2018 : Globe de cristal pour Peu m'importe si l'histoire nous considère comme des barbares [9]
- Berlinale 2021 : Ours d'or pour Bad Luck Banging or Loony Porn[10],[11]
- Festival international du film de Locarno 2023 : Prix spécial du jury pour N'attendez pas trop de la fin du monde
- Berlinale 2025 : Ours d'argent du meilleur scénario pour Kontinental '25